# Кіровський район (Донецьк)
Кіровський (Рутченківський) райо́н — адміністративний район на заході та південному заході Донецька — найчисельніший у місті. Заснований 1937 року. Площа району — 67,1 км². Населення станом на 2001 рік становить — 168 029 осіб.

## Населення
За даними перепису 2001 року населення району становило 168 029 осіб.

### Мовний склад
Рідна мова населення за даними перепису 2001 року:
| Мова       | Чисельність, осіб | Доля     |
| ---------- | ----------------- | -------- |
| Українська | 16 588            | 9,87 %   |
| Російська  | 150 477           | 89,55 %  |
| Інше       | 964               | 0,58 %   |
| Разом      | 168 029           | 100,00 % |

## Визначні споруди і об'єкти

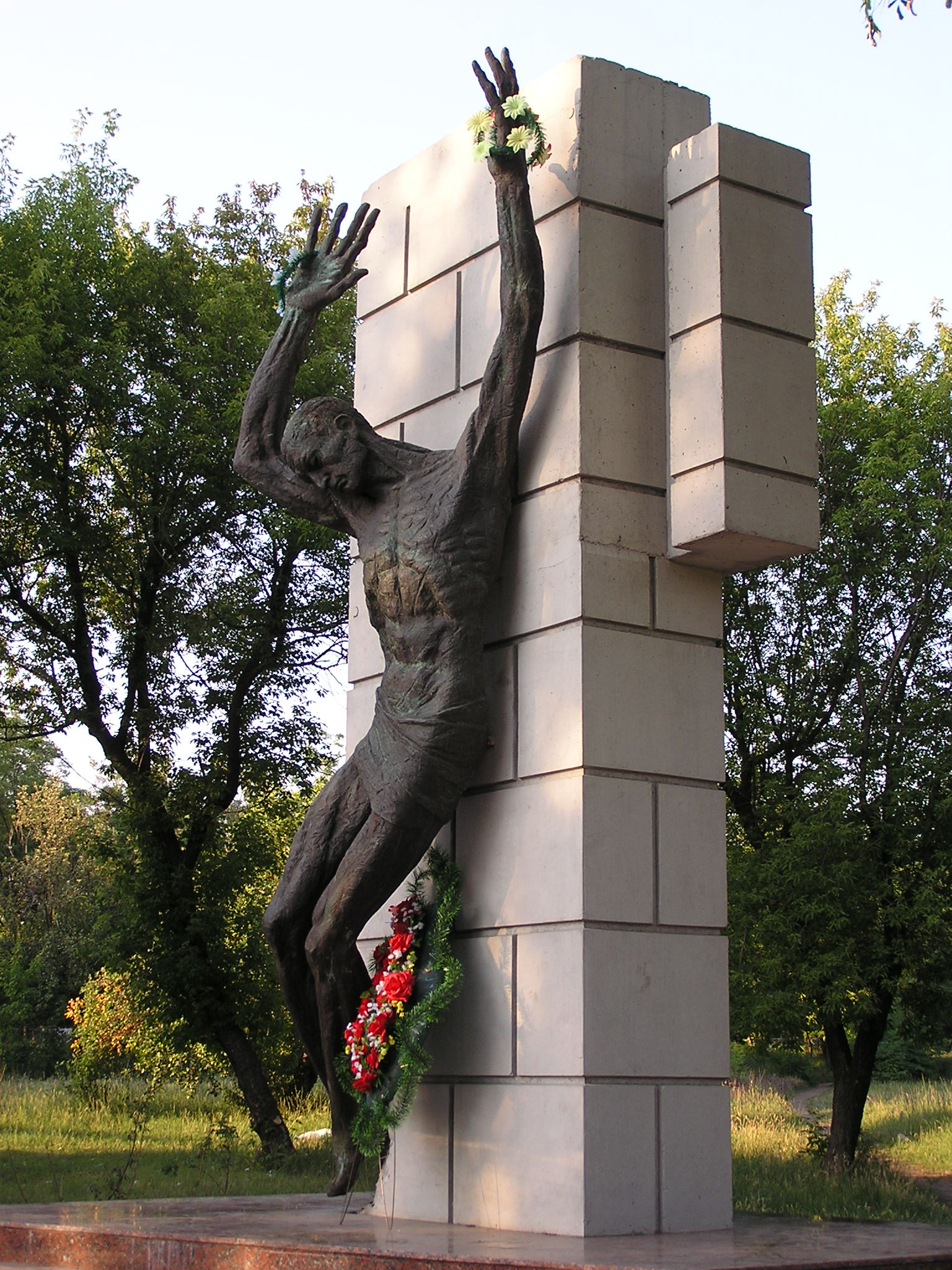
Пам'ятник жертвам політичних репресій на Рутченковському полі

- Палаци культури імені М. О. Островського, шахти «Лідіївка», «Ювілейний»
- Спорткомплекси «Кіровець», «Ювілейний».
- Цвинтар німецьких військовополонених
- Пам'ятник жертвам політичних репресій (на місці масового поховання на Рутченковому полі).
- Пам'ятник першому політичному страйку шахтарів і майстрів Рутченково

## Житлові райони

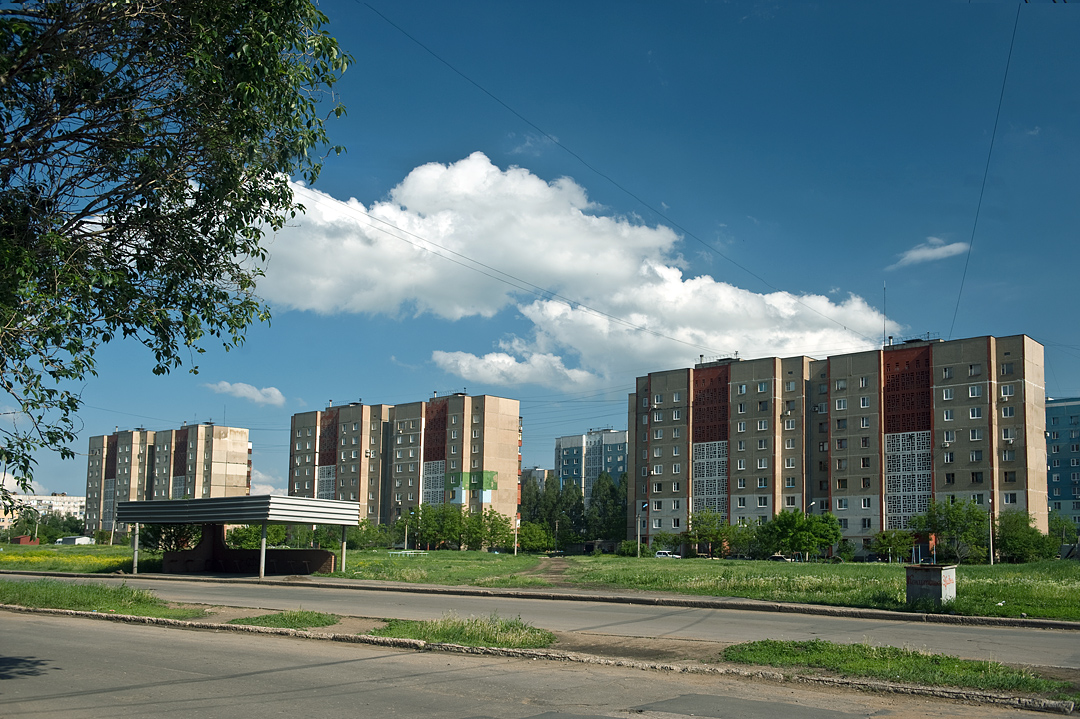
Мікрорайон «Текстильник»

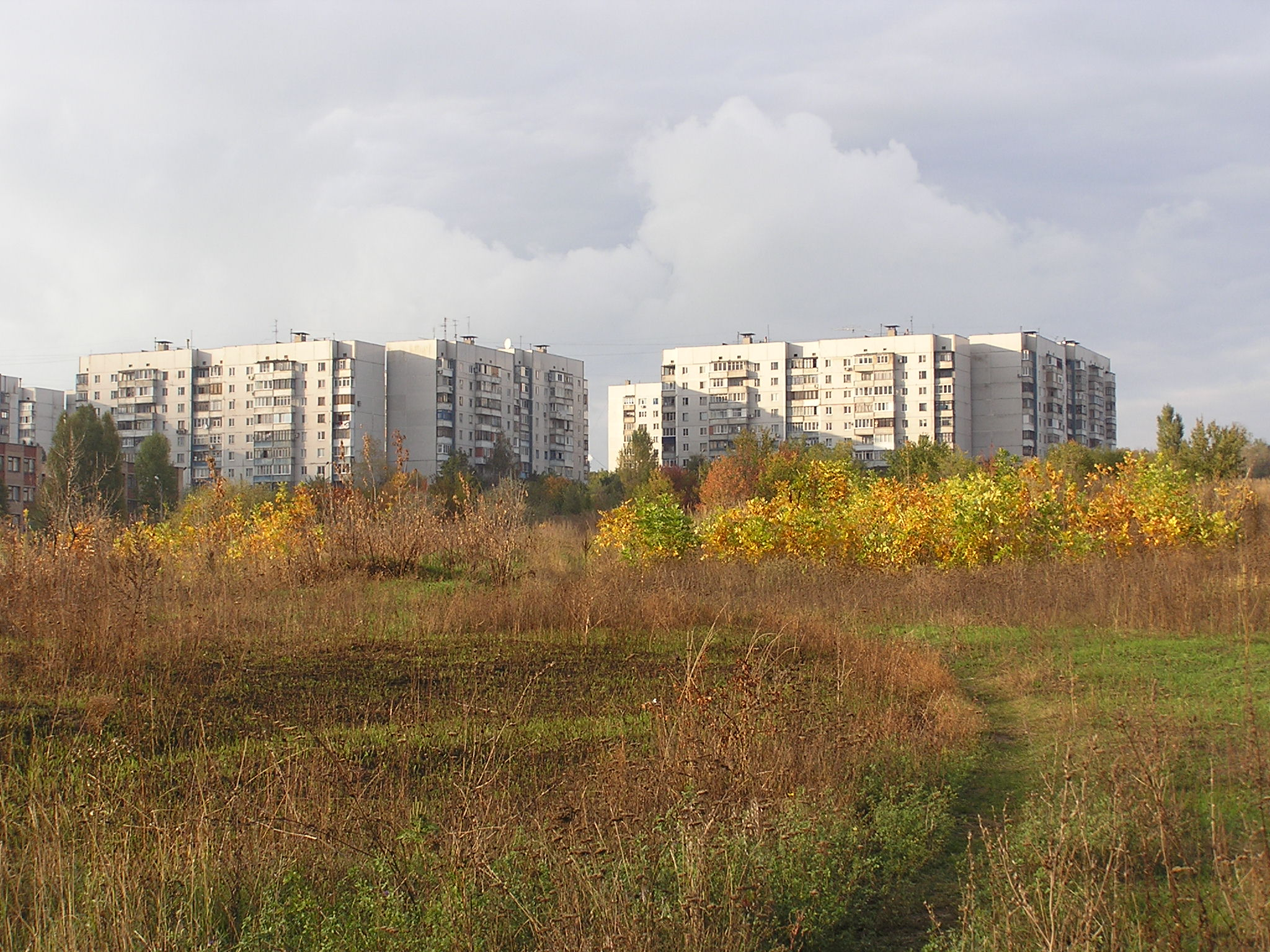
Мікрорайон «Широкий»

- Поселення:
  - Лідіївка,
  - Рутченкове,
  - Селище шахти №17-17 біс,
  - Селище №11,
  - П'ятихатки,
  - Перемога,
  - Флора,
  - Червоне.
- Багатоповерхові райони:
  - Текстильник,
  - Бірюзова,
  - Широкий,
  - Абакумова,
  - Семашка.

### Житлові мікрорайони
Мікрорайон Широкий — один з найпівденніших мікрорайонів міста. З північного, південного та західного частин він обмежений вулицею Шутовою, з східного обмежений Ленінським проспектом. На південному-заході розташований ставок «Піщаний» та озеро «Кірша». На північному сході розташовані ТЦ Metro AG та ТЦ Епіцентр К. Тут діють два заклади освіти: Загальноосвітня Школа №69 та дитячий садок №78.
Мікрорайон Мирний — відомий завдяки своєму ринку «Мирному» та Молокозаводу №2. На півночі та північному заході обмежений вулицею Купріна, на сході обмежений Ленінським проспектом, на півдні вулицею Туполева, а на південному заході з вулицею адигейською. З закладів освіти тут працюють Спеціалізована Школа №115 та Дитячий садок №40.
Мікрорайон Сонячний — на півдні обмежений вулицею Купріна, на сході обмежений Ленінським проспектом. На півночі з залізничною лінією до Донецькгірмашу. Тут розташована Міська Клінічна Лікарня №26 та Донецька загальноосвітня школа І-ІІІ ступенів №90.

## Головні вулиці
- вулиця Петровського,
- вулиця Кірова,
- проспект Семашка,
- вулиця Купріна,
- вулиця Текстильників,
- вулиця Комунарів,
- вулиця Пінтера,
- вулиця Терешкової,
- Кронштадтська вулиця,
- вулиця Карла Маркса,
- вулиця Вузлова.

## Промислові підприємства

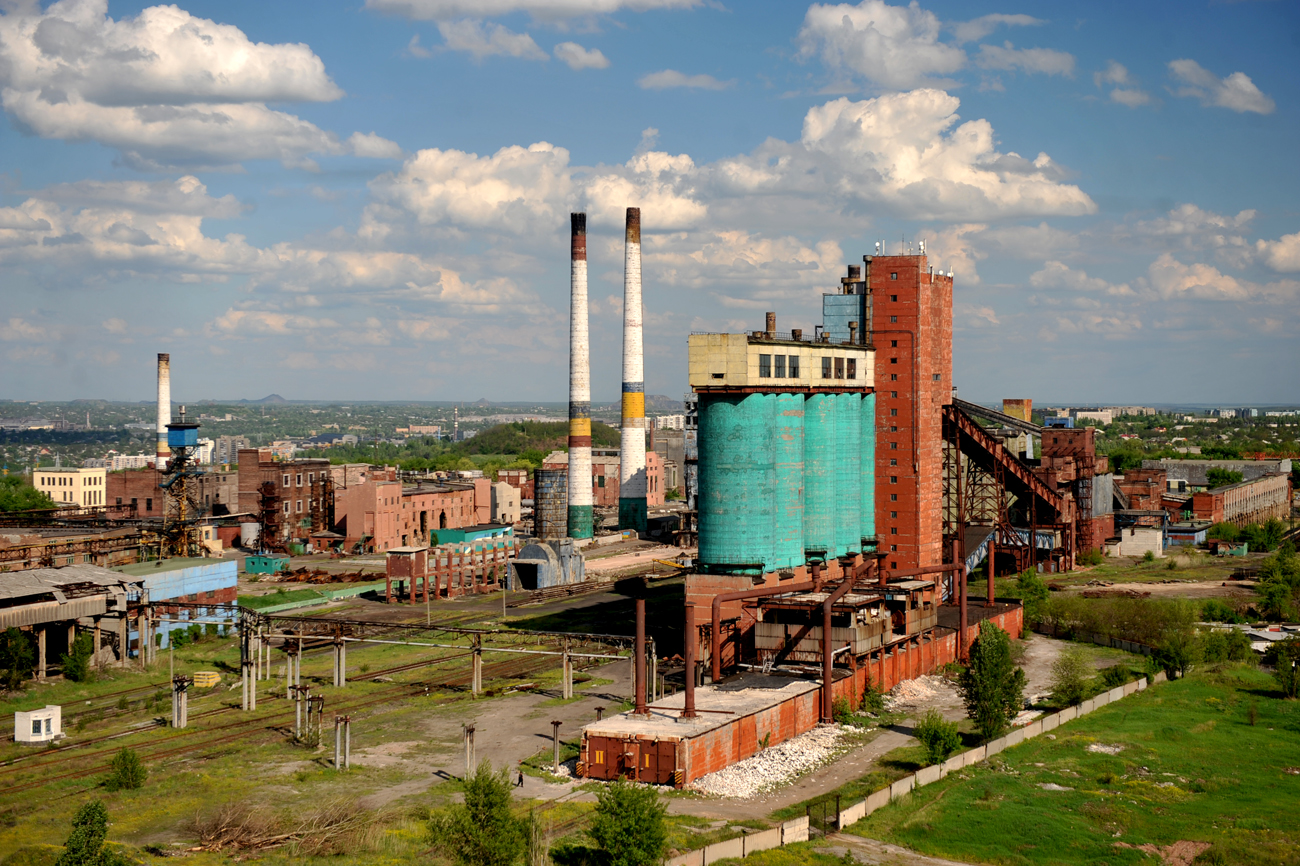
ДонецькКокс

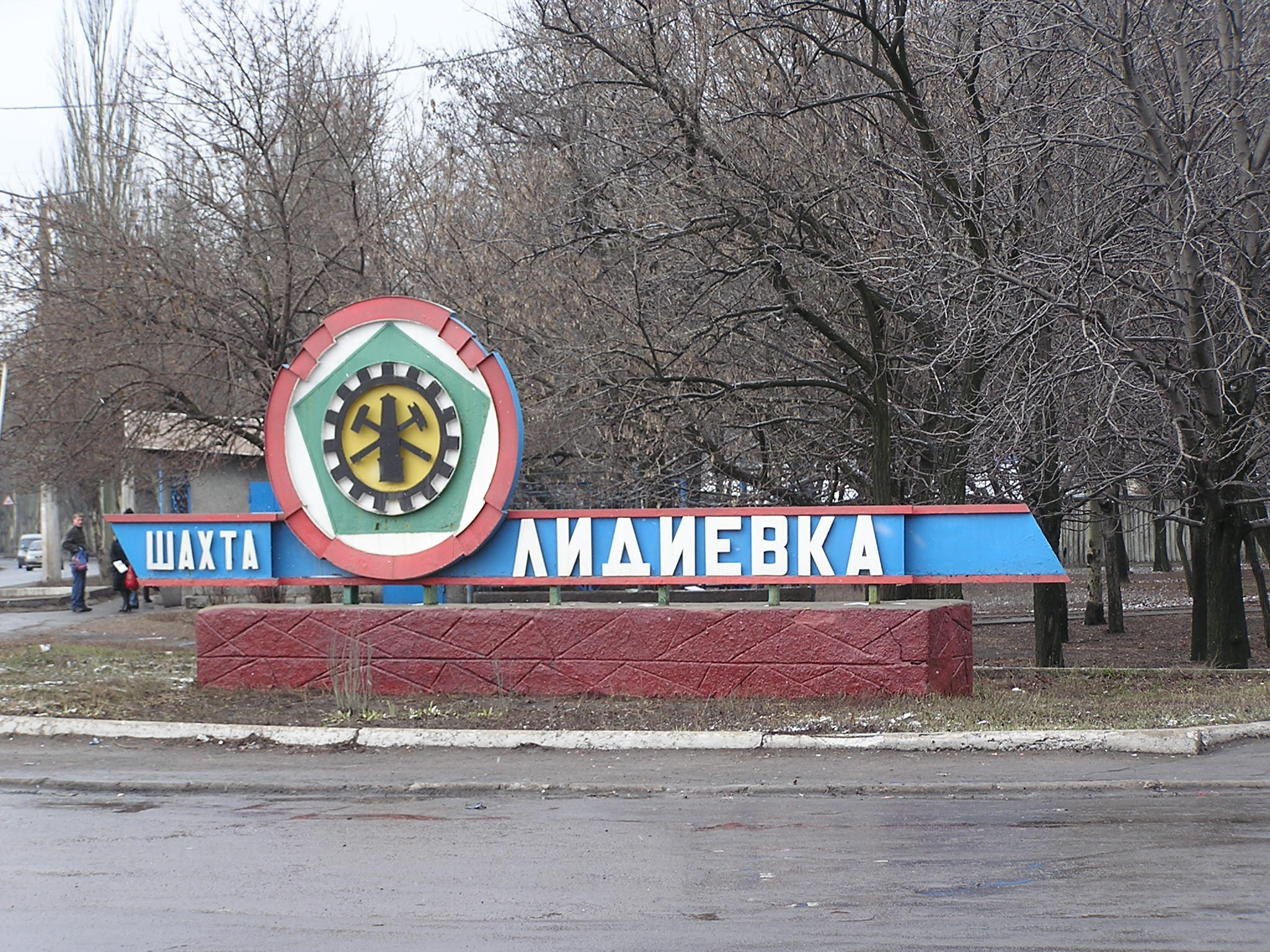
Шахта «Лідієвка»

- шахти «Кіровська» (ДХК «Донецьквугілля»), «Лідіївка» (ДХК «Донецьквугілля»), імені Є. Т. Абакумова (ДХК «Донвугілля»), імені Скочинського (ГДХК «Донвугілля»), № 12, № 14,
- «Донецьккокс» (Рутченківський цех — закритий у 2008 році)
- Донецький бавовняний комбінат,
- Рутченківський машинобудівний завод,
- Донецька фабрика іграшок (не працює), у її будівлі функціонує ринок «Дружба»,
- Рутченківський пивоварний завод,
- Заводи й фабрики Південного промвузлу (хлібозавод, молокозавод й інші).

## Міський транспорт

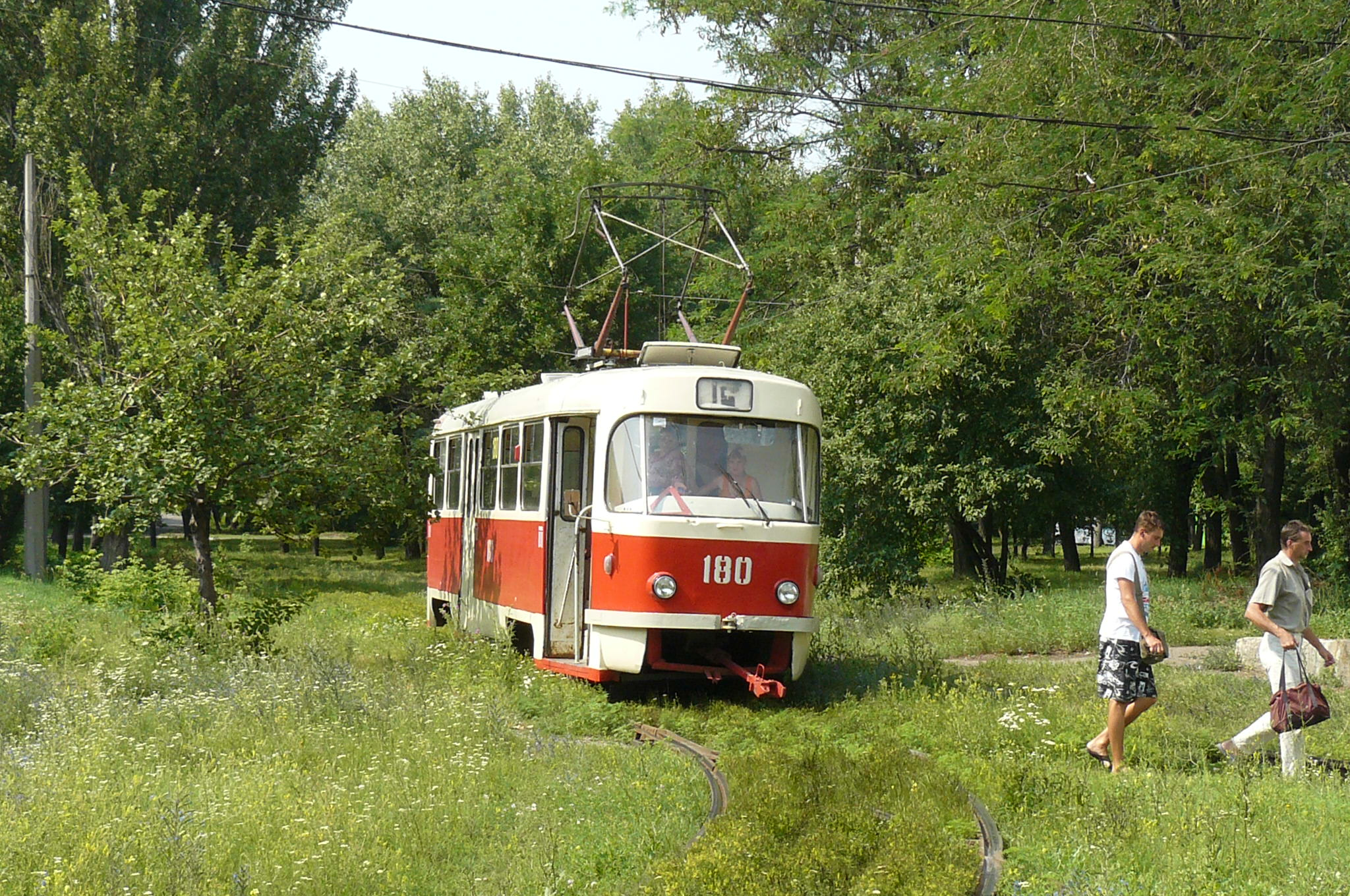
Маршрут трамваю №16

- Донміськелектротранспорт:
  - тролейбус — маршрути № 17 (у центр міста), № 20, 21 (по району)
  - трамвай — маршрути 5, 8 (в центр міста), № 16 (з центру району до бавовняного комбінату на межі з Петровським районом),
- Автостанція «Абакумова» (на Красногорівку)
- Метрополітен — плануються станції: «Маріупольська», «Кіровська», «Площа Свободи», «Озерна», «Текстильник», «Рутченкове».

## Світлини

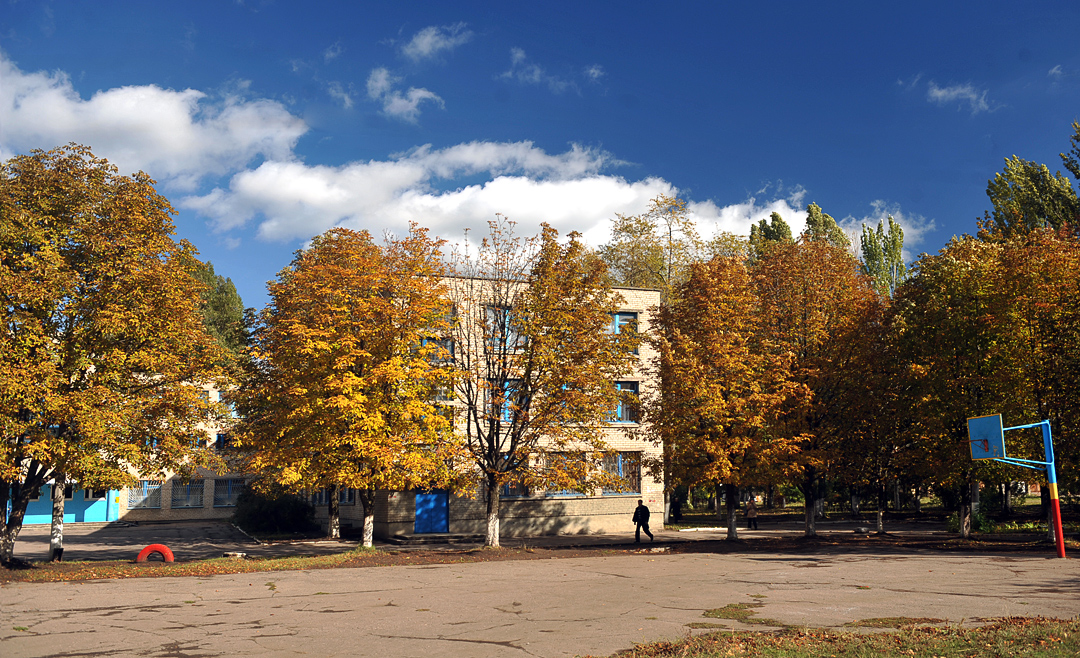
Загальноосвітня школа №88

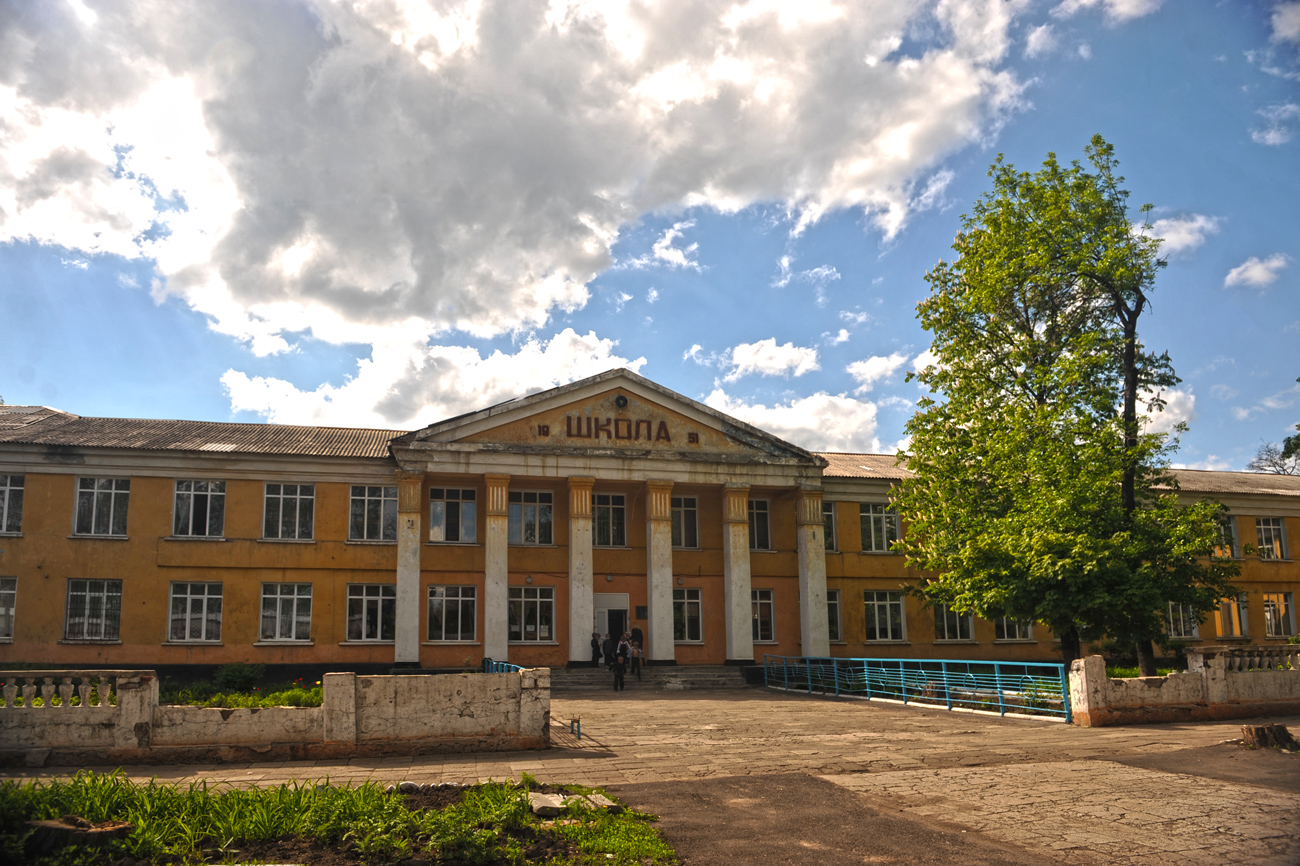
Загальноосвітня школа №82

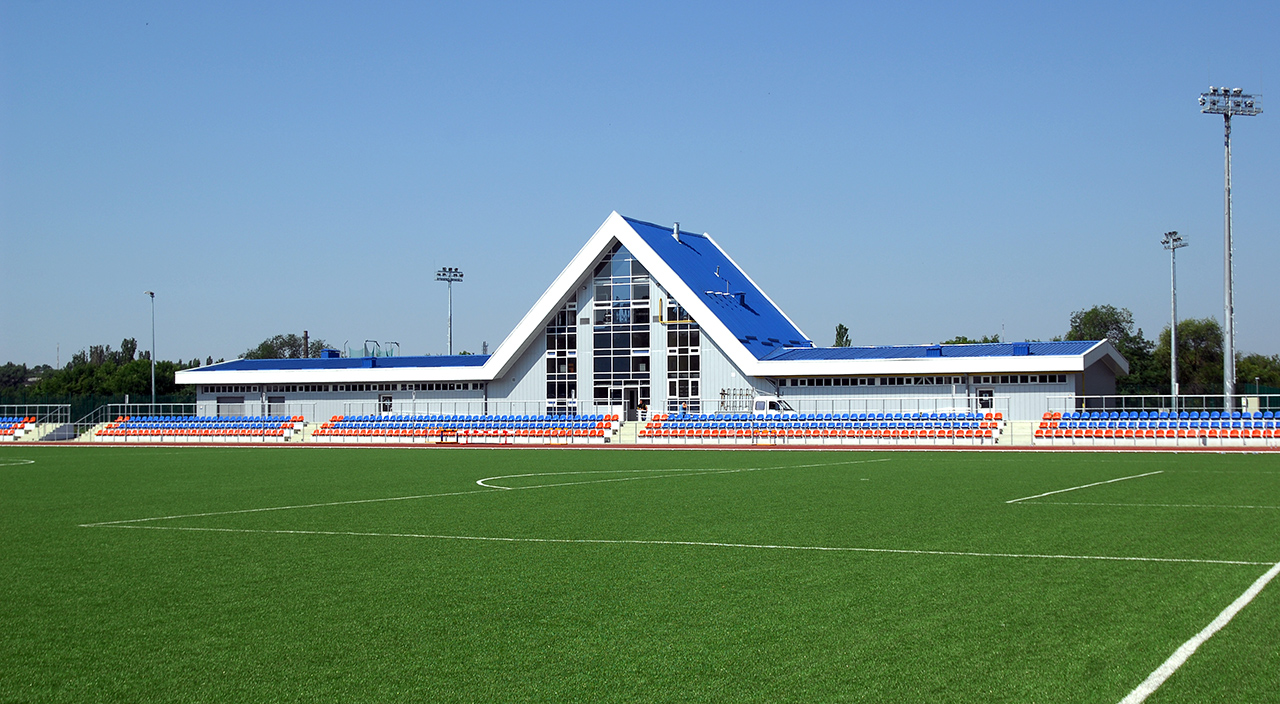
Стадіон «Кіровець»

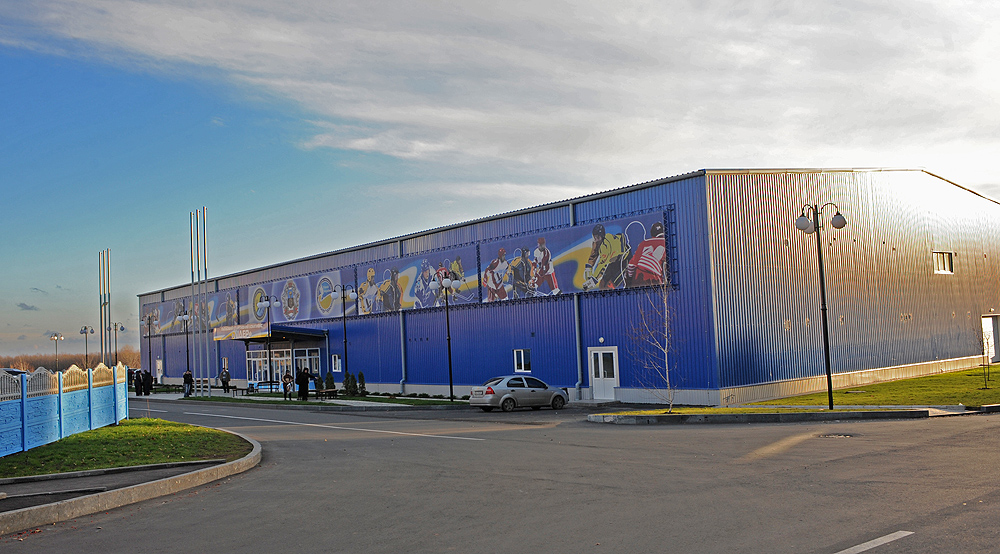
Льодова арена «Лідер»

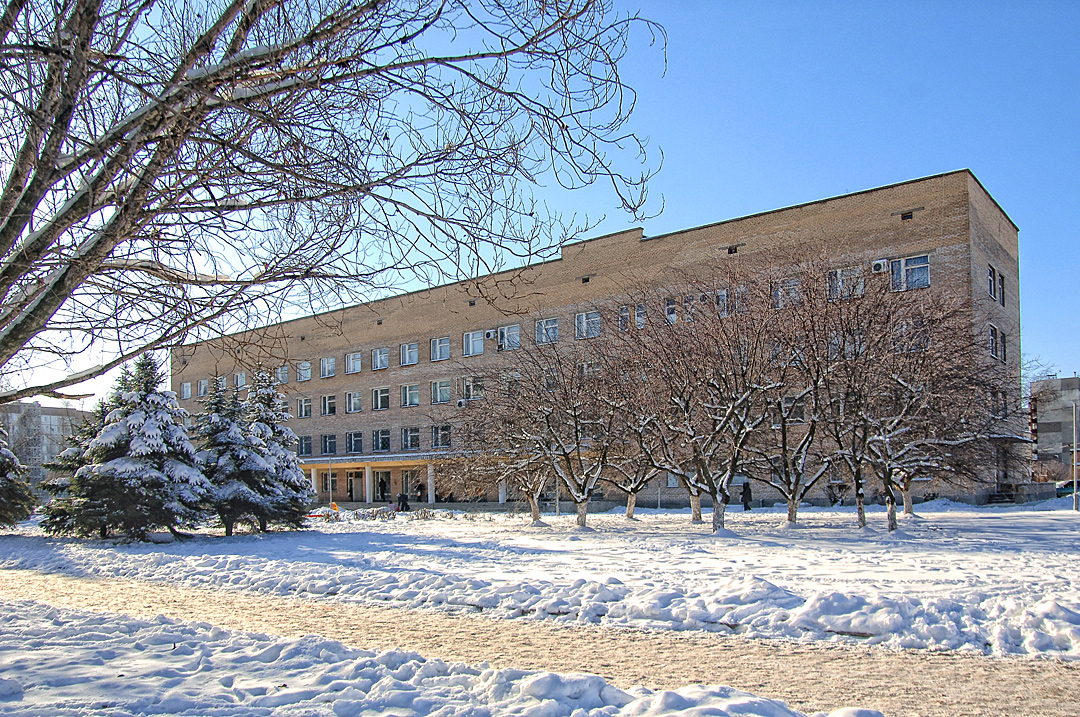
Лікарня №27

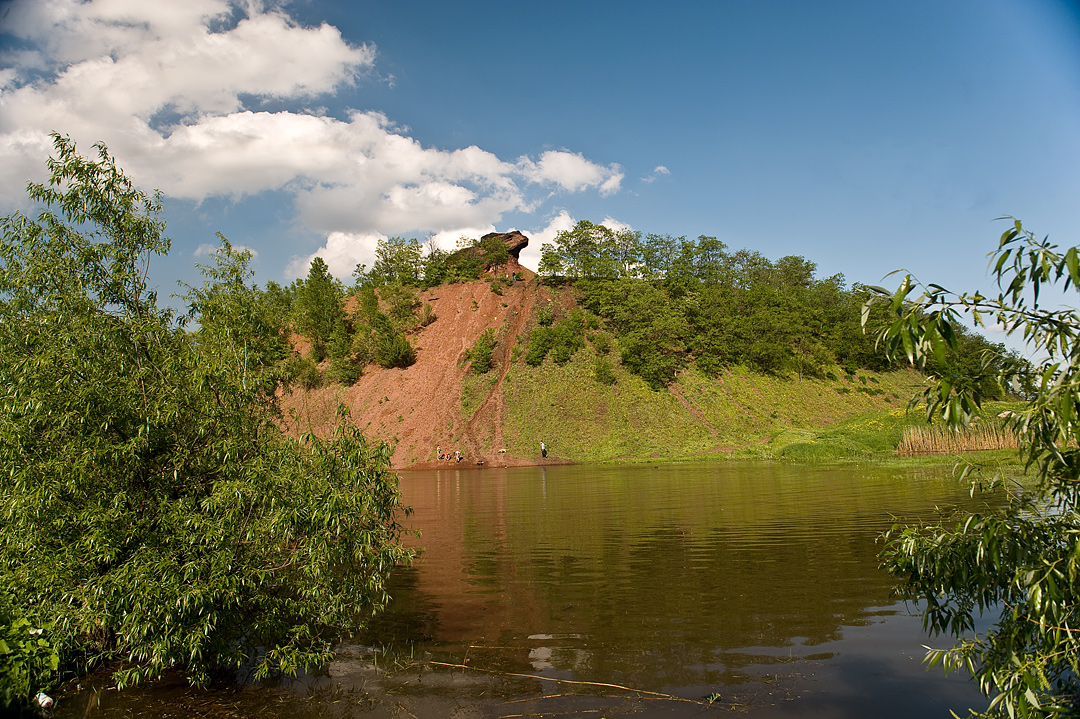
Водойма поблизу терикону

## Залізничні станції

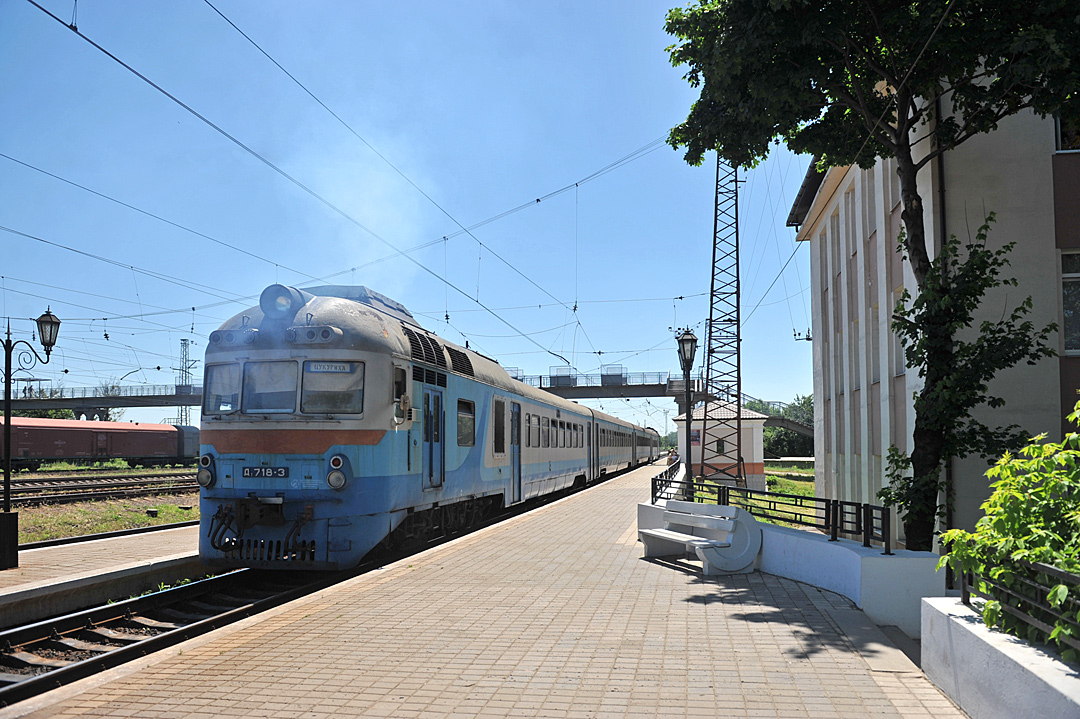
Станція Рутченкове

Тут діють дві залізничні станції:
- Рутченкове,
- Мандрикине.